# Matemática e arte

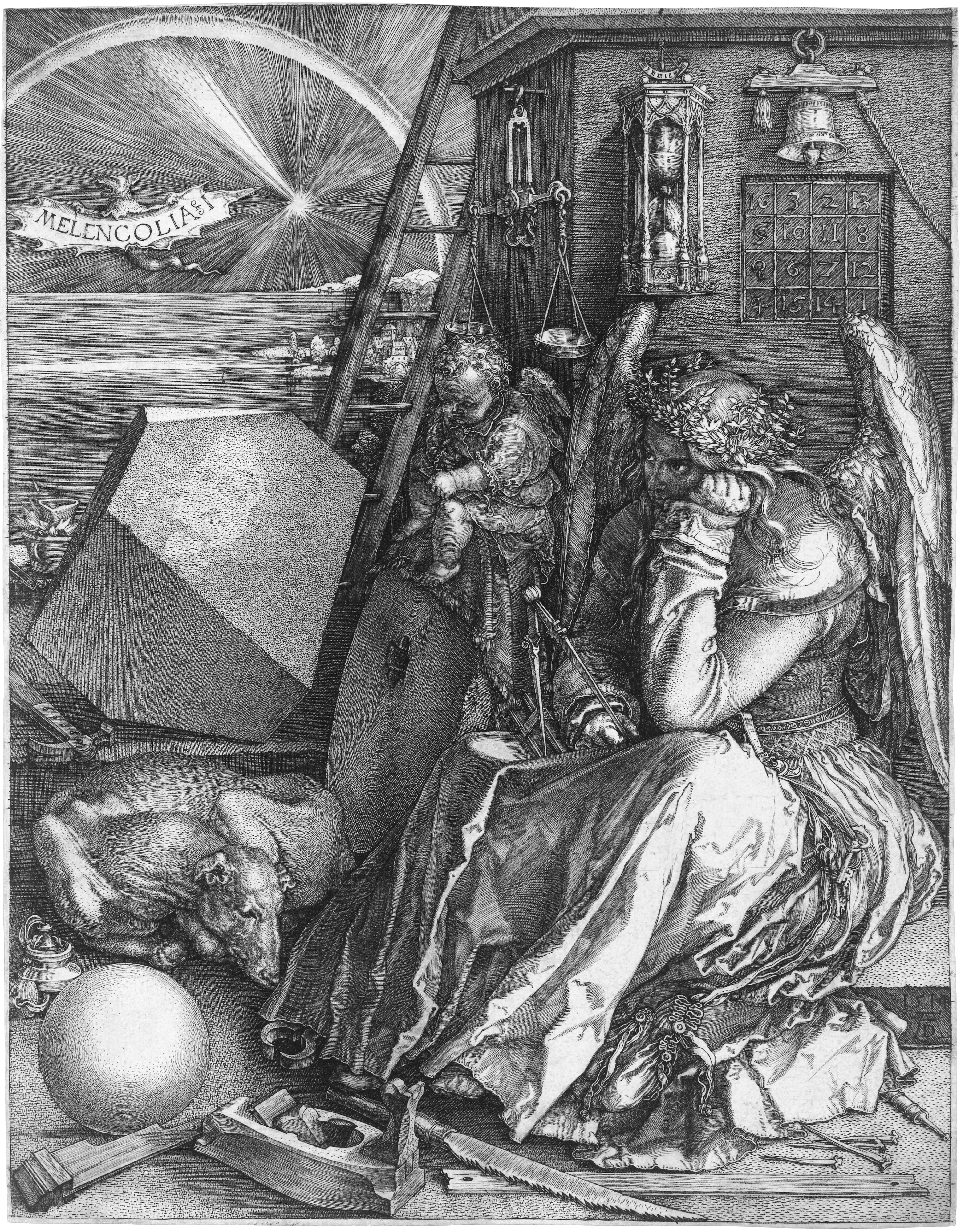
Matemática na Arte: Gravura em placa de cobre de Albrecht Dürer (Dürer) Melancholia I, 1514. As referências incluem uma bússola para a geometria, uma quadrado mágico e um romboedro truncado, enquanto a medição é indicada pela escala e pela ampulheta.

Matemática e arte estão relacionadas de várias maneiras. É comum encontrar matemática descrita como uma arte pela beleza ou elegância das suas formulações, e a sua presença pode ser encontrada na música, dança, pintura, arquitetura, escultura, artes têxteis, cinema.
As ligações entre ambas as disciplinas são múltiplas e muito diversas, desde a utilização de padrões geométricos, módulos e redes, até às aplicações de perspectiva, criação ou correção de ilusões de ótica (das colunas gregas à Op-Art), o uso de diferentes medidas com o uso de dispositivos tecnológicos que foram possíveis graças ao desenvolvimento da matemática (lente, aplicações a laser etc.), ao fato de a matemática ter sido decisiva em diversas vanguardas do século XX.
Este artigo centra-se na influência da matemática nas artes visuais, em vez da análise de obras de arte baseadas na matemática. Em 2006, um estudo afirmou que as pinceladas das estrelas e do céu pintadas em junho de 1889 por Vincent van Gogh na sua pintura A Noite Estrelada se ajustavam à equação de turbulências criadas em 1941 por Andrei Kolmogorov. Van Gogh gostava de astronomia e até procurou explicações científicas para o cromatismo das estrelas, porém não é possível inferir uma influência direta das teorias da turbulência nesta obra.
A matemática e a arte têm uma longa relação histórica, desde os primórdios da história da arte até artistas recentes como Liz Paley. A existência de artistas matemáticos está documentada desde o século IV a.C., quando o escultor grego Policleto escreveu o seu Cânon, prescrevendo proporções baseadas na relação {\displaystyle 1:{\sqrt {2}}} para o nu masculino ideal. Curiosamente, alegadas evidências do uso do número de ouro na arte e arquitetura antigas estão se tornando cada vez mais frequentes, embora sem nenhuma base confiável para apoiar as teorias. Mesmo algumas obras podem ter uma relação casual e não causal com a proporção áurea. No Renascimento italiano, Luca Pacioli escreveu o influente tratado De divina proportione (1509), ilustrado com xilogravuras de Leonardo da Vinci, sobre o uso da proporção áurea na arte. Outro italiano, Piero della Francesca, desenvolveu as ideias de Euclides sobre perspectiva em tratados como De Prospectiva Pingendi e nas suas próprias pinturas. O gravador Dürer fez inúmeras referências à matemática na sua obra. Nos tempos modernos, o artista gráfico M. C. Escher fez uso intenso do tesselado e geometria hiperbólica com a ajuda do matemático Harold Scott MacDonald Coxeter, enquanto o movimento De Stijl liderado por Theo van Doesburg e Pieter Mondrian abraçou explicitamente as formas geométricas. A matemática também inspirou as artes têxteis dos teares, tapetes e outras criações. Na arte islâmica, as simetrias são evidentes em formas tão variadas como o girih persa e o zellige< marroquino, azulejos, abóbadas decoradas, etc.
A influência direta da matemática na arte é evidenciada no uso de ferramentas como a perspectiva, a análise da simetria, ou a presença em diversas obras de objetos matemáticos que exerceram atração sobre artistas de diferentes períodos, como o poliedros (em pinturas e desenhos de Dürer, Marcus Wenninger, Wenzel Jamnitzer, Lorenz Stoer, Giorgio de Chirico e outros, e, claro, em escultura e arquitetura), ou a faixa de Möbius descoberta independentemente pelos matemáticos August F. Möbius e J. Benedict Listing, e pelo escultor Max Bill, que se considerou o primeiro a descrever a forma.
Conceitos matemáticos como recursão e paradoxos lógicos podem ser vistos nas pinturas de René Magritte e nas gravuras do já citado M. C.Escher. A arte computacional frequentemente faz uso de fractais, incluindo o conjunto Mandelbrot, e às vezes explora objetos matemáticos como autômatos celulares. De forma polêmica, ligando a óptica à pintura, o artista David Hockney argumentou que a partir do Renascimento a maioria dos artistas utilizou a câmera lúcida para desenhar representações precisas de cenas; e o arquiteto Philip Steadman argumentou da mesma forma que Johannes Vermeer usou a camera obscura na composição das suas pinturas.
Outras relações incluem a análise algorítmica de obras de arte usando fluorescência de raios X, ou a descoberta de que batiks tradicionais de diferentes regiões da Ilha de Java têm composições fractais. A arte por vezes serviu de estímulo para a pesquisa matemática, especialmente no caso da teoria da perspectiva de Filippo Brunelleschi, que acabou por orientar Girard Desargues ao desenvolvimento da geometria projetiva. Uma visão persistente, baseada em última instância na noção pitagórica de harmonia musical, sustenta que o universo é organizado de acordo com relações numéricas, que Deus é o geômetra do mundo e que a geometria é, portanto, sagrada, conforme refletido em obras de arte como O Ancião dos Dias por William Blake.

### "Canone" e "simetria" de Policleto

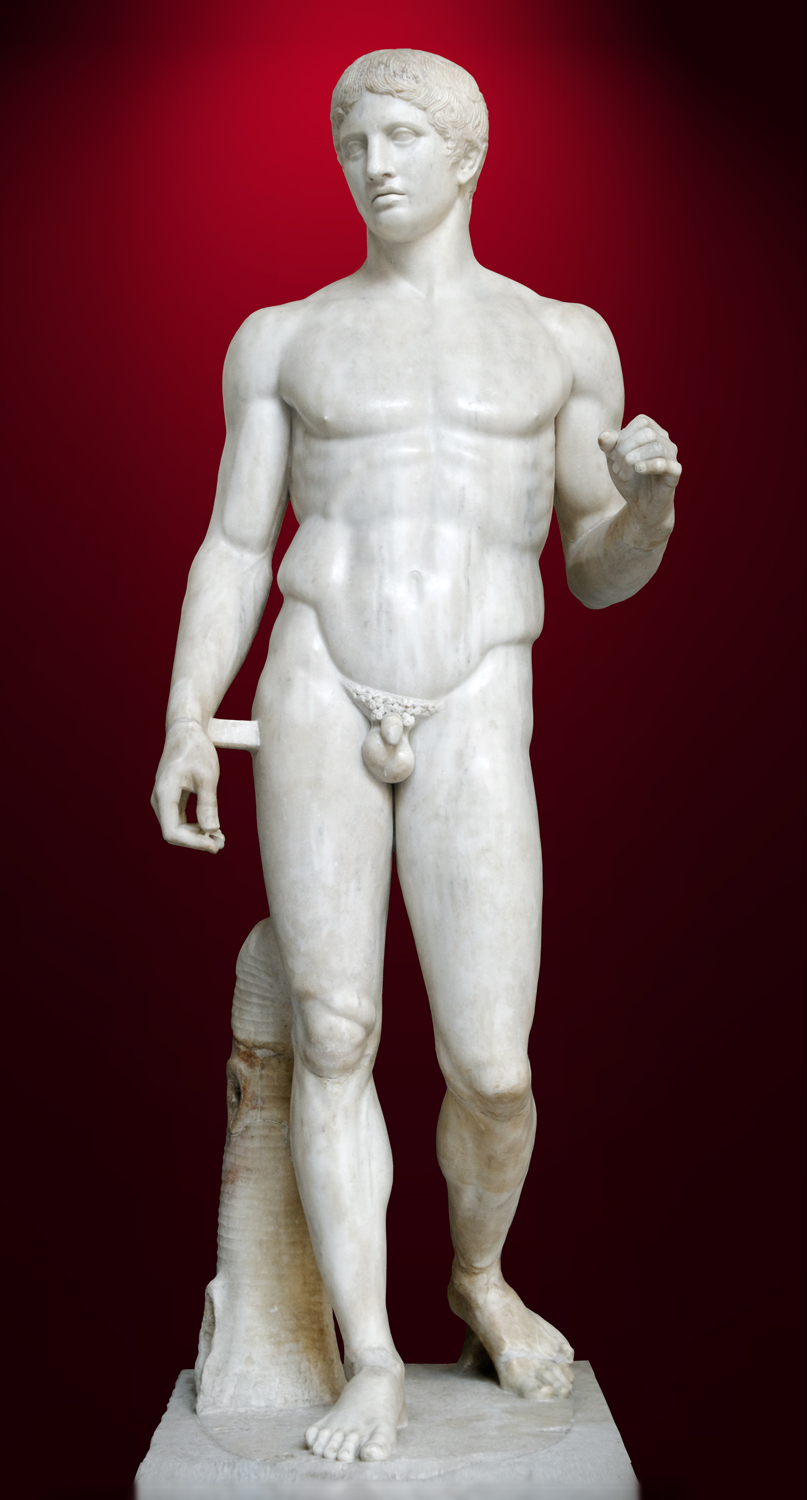
Cópia em mármore romano do Doríforo de Policleto.

Policleto (c. 450–420 AC) foi uma escola de Escultura Grega de Argos. O tema das suas obras consistia principalmente em atletas. Segundo o matemático Xenócrates, Policleto foi um dos mais importantes escultores da Antiguidade pelo seu trabalho sobre o Doríforo e a estátua de Hera. As suas esculturas podem não ser tão famosas quanto as de Fídias, mas também eram muito admiradas. No seu "Canone", um tratado que ele escreveu para documentar as proporções "perfeitas" da anatomia do nu masculino, introduziu uma abordagem matemática para esculpir o corpo humano.
Usou o comprimento da falange do dedo mindinho do módulo básico para determinar as proporções do corpo humano Multiplicou O seu comprimento por {\displaystyle {\sqrt {2}}}  para obter a distância da segunda falange (falangina) e multiplicou o comprimento novamente por {\displaystyle {\sqrt {2}}} para obter o comprimento da terceira falange. Então pegou o comprimento desse dedo e multiplicou por {\displaystyle {\sqrt {2}}} para obter o comprimento da palma da base do dedo até a unha. Esta série geométrica de medidas progride para formar o braço, o peito e o corpo completo com todas as suas partes.
A influência do Cânone de Policleto é imensa na escultura da Grécia antiga, Roma e da Renascença, e numerosos escultores seguiram as suas prescrições. Embora nenhuma das suas obras originais tenha sobrevivido, as cópias romanas mostram o seu cânone ideal e precisão matemática. Alguns estudiosos argumentam que o pensamento pitagórico influenciou Policleto, aplicando os conceitos matemáticos básicos da geometria grega, como razão, proporção e "simetria" (grego para "harmonia nas proporções") e transformando-os num sistema capaz de descrever a forma humana através de uma série de séries geométricas contínuas.